# Schubertiade Vorarlberg

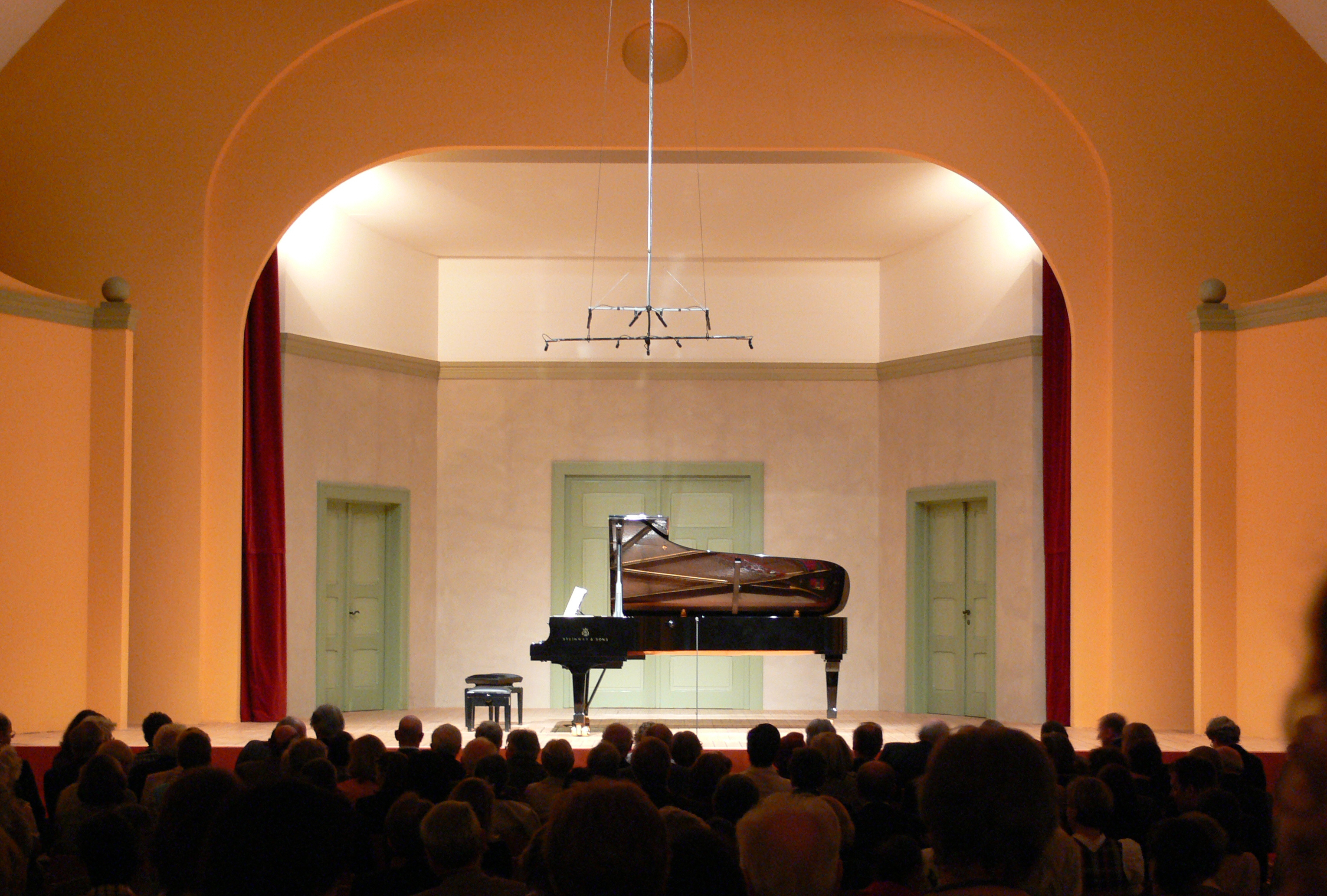
Markus-Sittikus-Saal in Hohenems, 2009

Die Schubertiade Vorarlberg gilt als das bedeutendste Schubert-Festival der Welt. Es findet alljährlich jeweils im Frühling hauptsächlich in Schwarzenberg und Hohenems statt. Der Name Schubertiade leitet sich von den Abenden mit Schubert-Kompositionen im privaten Rahmen zu Lebzeiten des Komponisten Franz Schubert ab.

## Geschichte
Dieses Festival begann im Jänner 1975 mit der Gründung der „Schubertiade Hohenems Ges.m.b.H.“ durch den deutschen Bariton Hermann Prey als Künstlerischer Leiter gemeinsam mit dem österreichischen Kulturmanager Gerd Nachbauer als einem der Geschäftsführer. 1976 ging dann das erste Festival als „Schubertiade Hohenems“  über die Bühne. Prey wollte alle Werke Schuberts chronologisch nach ihrer Entstehung aufführen. Nach Meinungsverschiedenheiten um den Zuschnitt der Festspiele zog sich Prey 1980 oder 1981 von der Leitung zurück und etablierte eine ebenfalls „Schubertiade“ genannte Konzertreihe im Wiener Musikverein, wo er den chronologischen Grundgedanken verwirklichen konnte. Nachbauer übernahm daraufhin auch die künstlerische Leitung der Vorarlberger Schubertiade.
Das Festival ist (Stand: 2025) von Anfang an finanziell völlig selbsttragend, es kommt ohne Subventionen aus. Nachbauer ist mit Stand 2025 immer noch Geschäftsführer.

## Veranstaltungsorte
Die Vorarlberger Schubertiade fand zunächst im Palast Hohenems statt, ab 1991 als „Schubertiade Feldkirch“ in Feldkirch mit „Landpartien“ in die Umgebung (u. a. Schwarzenberg und Schloss Achberg) und ist seit 2001 als „Schubertiade Schwarzenberg“ zu einem Gutteil in Schwarzenberg beheimatet.
In Schwarzenberg kommen in zwei Zeiträumen im Sommer viele der bekanntesten Liedinterpreten, Pianisten, Instrumentalisten der Welt zusammen – in den letzten Jahren u. a. Ian Bostridge, Robert Holl, Christian Gerhaher, Matthias Goerne, Christoph Prégardien, Thomas Quasthoff, Michael Schade, Angelika Kirchschlager, Diana Damrau, Juliane Banse, Bernarda Fink, Elisabeth Leonskaja, Oleg Maisenberg, Till Fellner, Alfred Brendel, Graham Johnson, Lars Vogt, Renaud Capuçon, Gautier Capuçon – sowie Kammermusikensembles wie das Alban-Berg-Quartett, das Hagen-Quartett, das Artemis-Quartett und das Emerson-Quartett. Zudem halten große Interpreten Meisterkurse für Liedgesang (u. a. Thomas Quasthoff, Gundula Janowitz, Edith Mathis) und Streichquartett ab, die auch für das Publikum zugänglich sind. Das Programmangebot zieht internationale Musikkenner an, die oft für die gesamte Festspieldauer anreisen. Hauptspielstätten sind der 2001 erweiterte Angelika-Kauffmann-Saal, der für seine ideale Akustik gerühmt wird, und der kleinere Dorfsaal.
Seit 2005 werden von der veranstaltenden Schubertiade GmbH unter dem Label „Schubertiade Hohenems“ auch wieder Konzerte im Gründungsort Hohenems angeboten, die in unregelmäßigen Abständen über das ganze Jahr verteilt stattfinden. Spielstätte in Hohenems ist der ehemalige Mehrzwecksaal eines Turnvereins, der zum Konzertsaal Markus-Sittikus-Saal umgebaut wurde.
Zeitweise fanden Schubertiade-Konzerte auch im Montforthaus Feldkirch statt.
Die Schubertiade bietet ihren Besuchern auch mehrere Museen zu den Themen Franz Schubert, Das Dreimäderlhaus, Elisabeth Schwarzkopf und Walter Legge an.

## Kunstausstellungen auf der Schubertiade
- Martha Griebler Meisterzeichnungen sowie weitere Künstler zum Thema Musik-Musik zusammen mit der Bode Galerie & Edition vom 17.–25. Juni 2017 und 25. August–3. September 2017 im Angelika-Kauffmann-Saal in Schwarzenberg, Österreich